# Saïd Kherrazi
Said Kherrazi, ou Kharazi, né le 1er août 1982 (ou le 8) à Casablanca, est un joueur marocain de football.
Il joue au début de sa carrière au poste d'attaquant, avant de passer au milieu de terrain.

## Carrière
Said Kharazi débute au Raja Club Athletic à la fin des années 1990. En 2000 il participe au Championnat du monde des clubs de la FIFA, et joue notamment le match face au Real Madrid CF.
En 2003, il joue pour Al Arabi, club de Doha au Qatar.
En 2004, il signe à Al Qadisiya Al Khubar, puis l'année suivante à Al Ayn Club, d'où il est prêté au Ajman Club.
En 2006, il revient au Raja. En 2007 il joue à Kadima au Koweït. En 2009-2010 il porte le maillot du Kawkab Athlétique Club de Marrakech (KACM) et en 2013 du Racing Casablanca. En janvier 2014, il joue pour Al Najma, au Bahreïn.
Kharazi ne compte pas de sélection officielle en équipe du Maroc bien qu'en 2002, il joue un match face à l'équipe de Palestine.